# British Home Championship 1959/60
Die British Home Championship 1959/60 war die 65. Auflage des im Round-Robin-System ausgetragenen Fußballwettbewerbs zwischen den vier britischen Nationalmannschaften von England, Nordirland (bis 1949/50 Irland), Schottland und Wales.
| Pl.                                                   | Nationalmannschaft | Sp. | S | U | N | Tore    | Punkte |
| ----------------------------------------------------- | ------------------ | --- | - | - | - | ------- | ------ |
| 1.                                                    | Schottland         | 3   | 1 | 2 | 0 | 006:200 | 04:20  |
| 2.                                                    | Wales              | 3   | 1 | 2 | 0 | 005:400 | 04:20  |
| 3.                                                    | England            | 3   | 1 | 2 | 0 | 004:300 | 04:20  |
| 4.                                                    | Nordirland         | 3   | 0 | 0 | 3 | 003:900 | 0:60   |
| Schottland, Wales und England teilten sich den Titel. |                    |     |   |   |   |         |        |

|                                               |   |            |           |
| 3. Oktober 1959 in Belfast (Windsor Park)     |   |            |           |
| Nordirland                                    | – | Schottland | 0:4 (0:3) |
| 17. Oktober 1959 in Cardiff (Ninian Park)     |   |            |           |
| Wales                                         | – | England    | 1:1 (0:1) |
| 4. November 1959 in Glasgow (Hampden Park)    |   |            |           |
| Schottland                                    | – | Wales      | 1:1 (0:1) |
| 18. November 1959 in London (Wembley Stadium) |   |            |           |
| England                                       | – | Nordirland | 2:1 (1:0) |
| 6. April 1960 in Wrexham (Racecourse Ground)  |   |            |           |
| Wales                                         | – | Nordirland | 3:2 (1:0) |
| 9. April 1960 in Glasgow (Hampden Park)       |   |            |           |
| Schottland                                    | – | England    | 1:1 (1:0) |